# Ricardo Fonseca

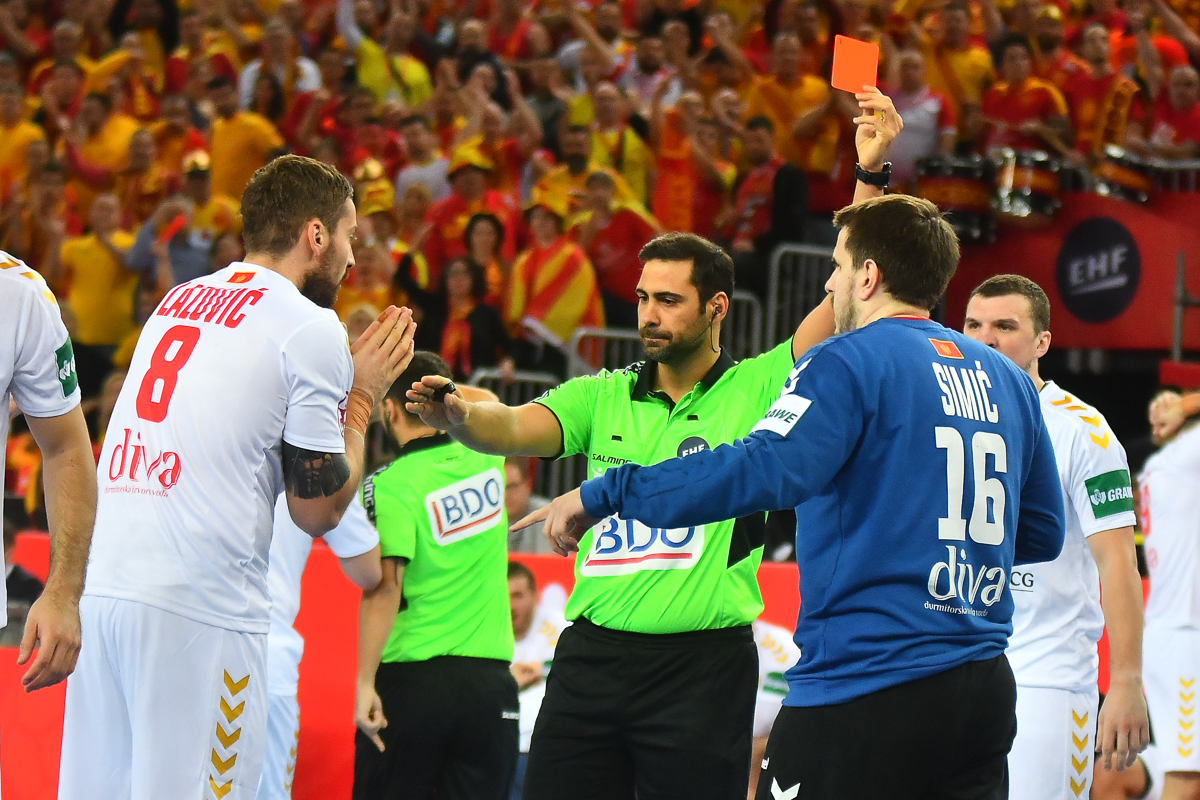
Ricardo Fonseca bei der Handball-EM 2018

Ricardo Fonseca (* 13. August 1981) ist ein portugiesischer Handballschiedsrichter.
Gemeinsam mit seinem langjährigen Partner Duarte Santos bildet Fonseca ein Schiedsrichtergespann und ist seit vielen Jahren bei nahezu allen großen internationalen Turnieren im Einsatz, darunter bei der Weltmeisterschaft 2015 in Katar, bei der Europameisterschaft 2016 in Polen, beim olympischen Handballturnier 2016 in Rio de Janeiro, bei der Europameisterschaft 2018 in Kroatien, bei der Weltmeisterschaft 2019 in Dänemark und Deutschland, bei der Europameisterschaft 2020 in Norwegen, Österreich und Schweden, beim olympischen Handballturnier 2020 in Tokio, bei der Weltmeisterschaft 2021 in Ägypten, bei der Europameisterschaft 2022 in Ungarn und der Slowakei sowie bei der Weltmeisterschaft 2023 in Polen und Schweden.